# Ursula Konitzer
Ursula Konitzer (* 6. Juli 1938 in Rosengut, Pommern; poln. Szydłowo (Powiat Pilski); † 2. April 2004) war eine deutsche Gewerkschafterin. Sie war von 1983 bis 2001 Mitglied des Bundesvorstandes der Deutschen Angestellten-Gewerkschaft (DAG). Heute (ver.di).

## Werdegang
Nach Beendigung ihrer Schulausbildung studierte Ursula Konitzer von 1959 bis 1965 Sozialwissenschaften und Volkswirtschaft in Hamburg und Tübingen mit Abschluss als Diplomvolkswirtin.
Ursula Konitzer arbeitete als Diplomvolkswirtin seit 1965 hauptamtlich im Landesverband Baden-Württemberg der DAG als Landesfrauenleiterin und Leiterin der Abteilung Sozialpolitik. 1969 wurde sie Mitarbeiterin der Bundesanstalt für Arbeit. Ab 1970 leitete sie die Abteilung Arbeitsvermittlung beim Arbeitsamt Hannover, 1975 wurde sie als Referentin dem Landesarbeitsamt Niedersachsen/Bremen zugeteilt. 1976 wurde sie Verwaltungsdirektorin. 1983 wurde sie in den Bundesvorstand der DAG gewählt. Sie übernahm dort die Verantwortung für das Ressort Wirtschafts- und Finanzpolitik, einschließlich Technologie- und Mitbestimmungspolitik. Ab 1991 war sie stellvertretende Vorsitzende. Auf europäischer Ebene war sie im Wirtschafts- und Finanzausschuss der EU tätig.
Außerdem war sie im Verwaltungsrat der Kreditanstalt für Wiederaufbau (KfW), Frankfurt am Main, im Vorstandsrat und im Kuratorium des IFO-Instituts (Institut für Wirtschaftsforschung), München, Mitglied des RKW-Vorstandes (Rationalisierungs- und Innovationszentrum der Deutschen Wirtschaft e.V.), Eschborn, im Aufsichtsrat der DAWAG (Deutsche Angestellten-Wohnungsbau AG), Hamburg und im Hauptausschuss der Arbeitsgemeinschaft für Umweltfragen e.V. (AGU), Bonn.
Am 2. April 2004 ist die ehemalige stellvertretende Vorsitzende der DAG nach langer, schwerer Krankheit verstorben.